# Henryk Lewenfisz-Wojnarowski

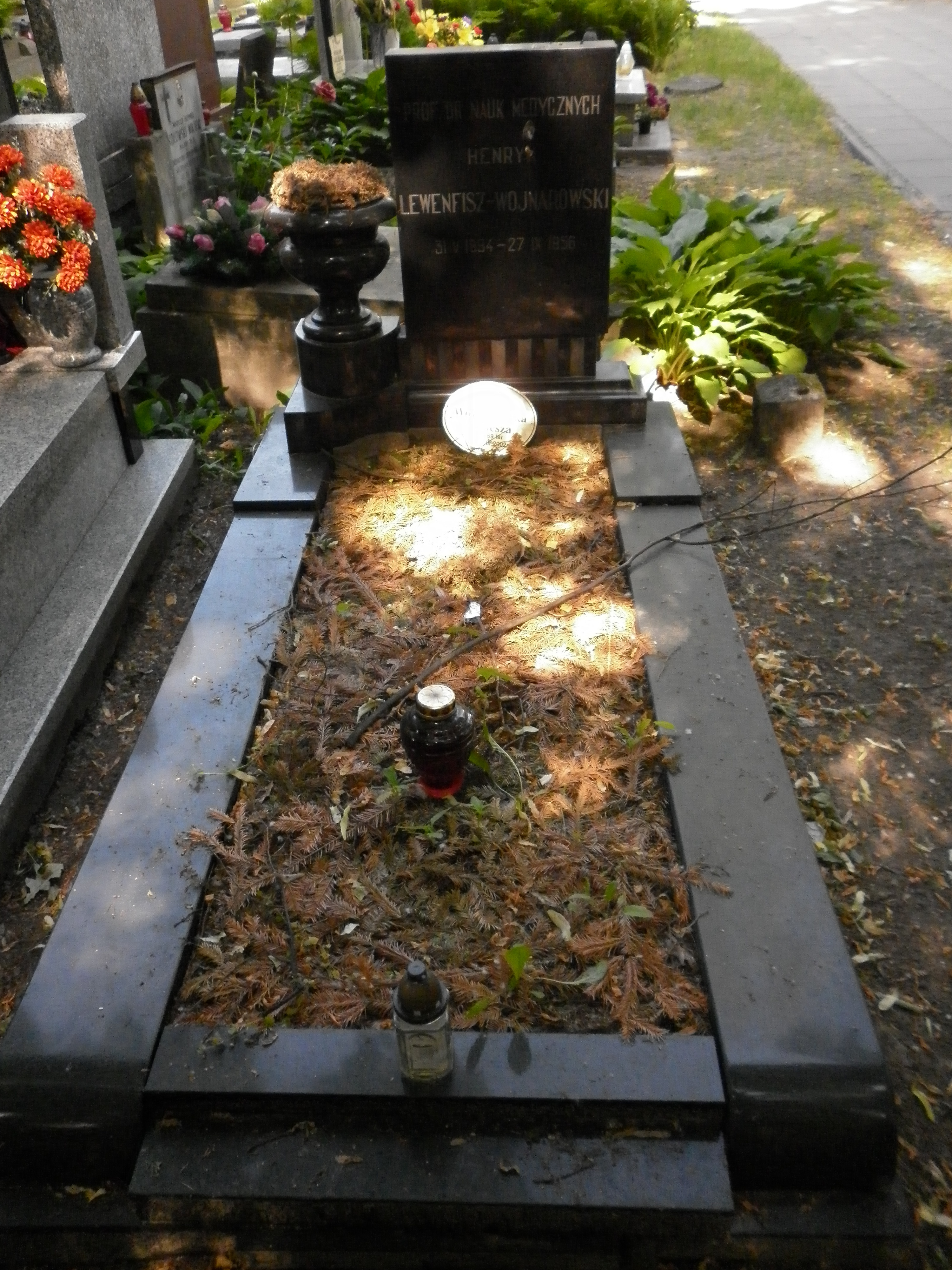
Grób Henryka Lewenfisza-Wojnarowskiego na cmentarzu Wojskowym na Powązkach

Henryk Lewenfisz-Wojnarowski (ur. 31 maja 1894 w Łodzi, zm. 27 września 1956 w Warszawie) – polski lekarz laryngolog żydowskiego pochodzenia.

## Życiorys
Urodził się w rodzinie Hermana i Doroty z Róziewiczów. Studia medyczne rozpoczął na Uniwersytecie w Montpellier (Francja), a zakończył w Warszawie. Walczył w wojnie polsko-ukraińskiej i polsko-bolszewickiej, a po powrocie do Warszawy podjął pracę w Szpitalu św. Ducha. Po uzyskaniu dyplomu, w roku 1922 rozpoczął pracę w nowopowstałej Klinice Laryngo-Otiatrycznej Uniwersytetu Warszawskiego. Od 1926 był docentem Uniwersytetu Warszawskiego. Veniam legendi uzyskał w roku 1934. Miał lewicowe poglądy, przed wojną pomagał więźniom komunistycznym.  
Po wybuchu II wojny światowej został zmobilizowany, a żona z dziećmi wyjechała do Lwowa. Po kampanii wrześniowej przedostał się do Lwowa, gdzie odnalazł rodzinę. Pracował w szpitalu, a żona w przedszkolu jako lekarz. Po wejściu Niemców do Lwowa, w 1941 wrócili do Warszawy. W getcie warszawskim zamieszkali na Nowowlipkach. Tam też prowadził oddział laryngologiczny w szpitalu na Czystem. Razem z Ludwikiem Hirszfeldem i Juliuszem Zweibaumem prowadzili tajne nauczanie dla studentów medycyny. Później przestał pracować jako lekarz, zaczął pracę jako stolarz w fabryce Halemana. Po likwidacji małego getta ukrywał się z rodziną głównie w bunkrze. Po powstaniu warszawskim wyszli z mieszkańcami do Pruszkowa, a stamtąd trafili do Skawiny, gdzie doczekali wyzwolenia. 
Po wojnie pracował w Krakowie, a później został powołany na katedrę laryngologii przy Uniwersytecie Łódzkim, a w 1953 roku zastąpił Antoniego Dobrzańskiego na stanowisku dyrektora kliniki w Warszawie. Redaktor naczelny „Otolaryngologii Polskiej”.
W 1924 zawarł związek małżeński z Teofilą Marianko, lekarzem pediatrą, z którą miał syna Mariana (1927–1999) i córkę Wandę (1933–2002), specjalistkę otolaryngologa audiologa.
Zmarł w Warszawie, pochowany na cmentarzu Wojskowym na Powązkach (kwatera B15-3-28).

## Ordery i odznaczenia
- Krzyż Oficerski Orderu Odrodzenia Polski (16 lipca 1954)[6]
- Krzyż Kawalerski Orderu Odrodzenia Polski (22 lipca 1950)[7]
- Medal 10-lecia Polski Ludowej (13 stycznia 1955)[8]

## Nagrody
- Państwowa Nagroda Naukowa III stopnia w dziedzinie nauk lekarskich za prace w dziedzinie laryngologii o dużym zastosowaniu w lecznictwie (1950)[9]